# Ala-arriba

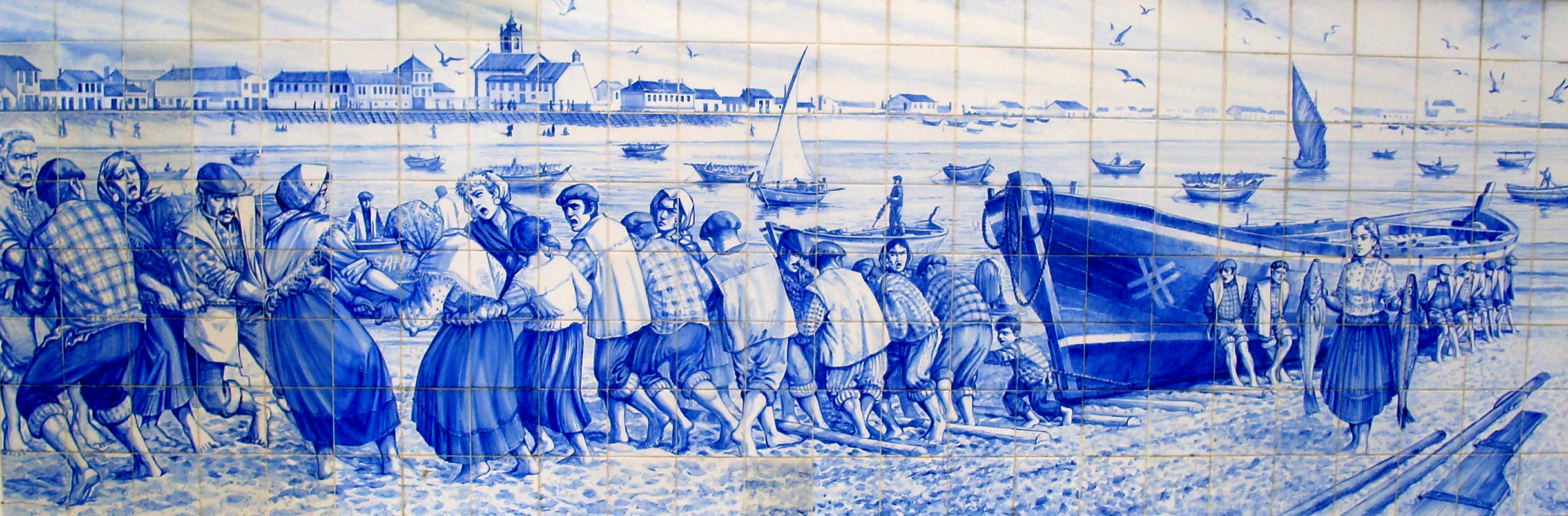
Representação da Ala-Arriba no antigo Porto da Póvoa de Varzim. Note-se crianças e até idosos puxam, a mulher apossando-se do peixe e ao fundo a Igreja da Lapa.

Ala-Arriba é uma expressão usada pela comunidade piscatória da Póvoa de Varzim e significa "força (para cima)". O conceito refere-se à tradicional entre-ajuda numa comunidade, junto da qual tem servido de lema.
A expressão era usada quando os habitantes tiravam os barcos do mar, à força de braços, para os pôr a seco na praia. Este hábito comunitário foi pouco a pouco desaparecendo com a construção do porto. Traduzia hábitos vividos tanto na cidade da Póvoa como em pequenas localidades vizinhas directamente relacionadas. 
Ramalho Ortigão descreve a Ala-arriba como :«os poveiros se acocoram debaixo da popa de uma lancha, ficam os pés na areia e impelem com as costas(...); que nessas atitudes, com as clavículas descobertas, os braços e as pernas nuas, de uma riqueza, de uma amplidão, de uma perfeição muscular que iguala as mais vigorosas anatomias de Miguel Angelo, os poveiros são verdadeiramente belos, de uma beleza titânica.» e que «o traje que usam contribui para fazer realçar o aspecto da sua forte corpulência (...) chamada "branqueta"». Surgiram entretanto várias empresas locais com este nome. 

## Grito da Póvoa
A expressão serve de base para o "grito da Póvoa", gritado no típico gutural da voz "Ala, ala, arriba!". Hoje usado também por dirigentes políticos para se dirigirem à população.

## Filme
O Filme Ala-Arriba! de 1942 de José Leitão de Barros explora a expressão e centra-se numa história fictícia, mas documental, sobre a comunidade piscatória poveira. A ideia do filme foi extraída da obra "O Poveiro" de António dos Santos Graça pelo dramaturgo Alfredo Cortez. Este foi o primeiro filme português a obter um prémio internacional.